# Matriarches
Les quatre matriarches (hébreu : ארבע האמהות ʾarbaʿ haʾimahot « mères ») mentionnées dans le Livre de la Genèse sont les épouses des patriarches bibliques. Ces femmes sont considérées par les traditions abrahamiques comme les ancêtres des enfants d’Israël.
Il s'agit de: 
- Sarah, l'épouse d'Abraham
- Rebecca, l'épouse d'Isaac

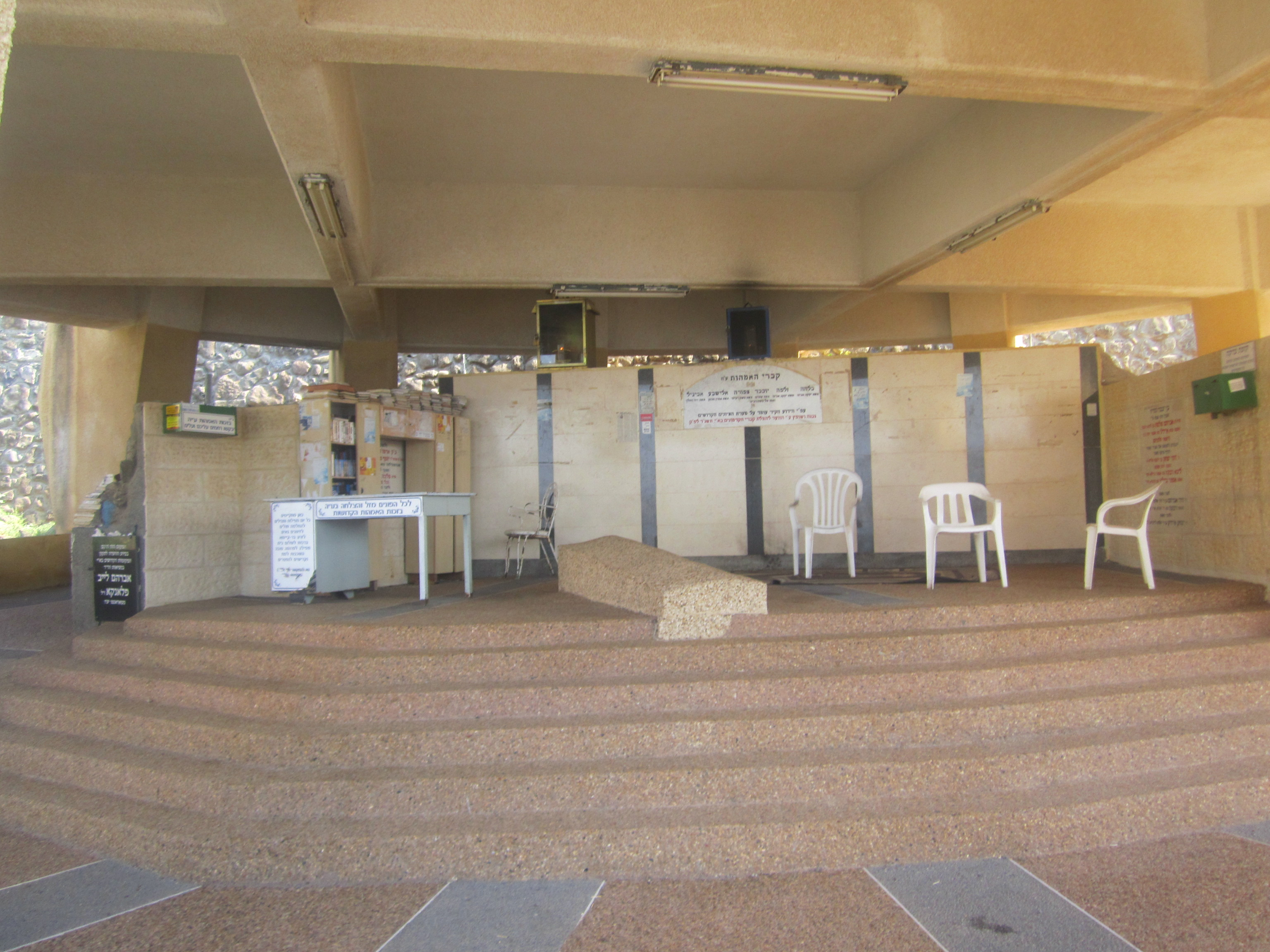
Tombes de matriaches à Tibériade.

- Rachel et Léa, les épouses de Jacob[1].

Elles sont, selon la Bible, enterrées dans le Caveau de Makhpela à Hébron, à l'exception de Rachel, qui l'est dans son propre tombeau.
Les servantes de Rachel et Léa, Bilha et Zilpa, bien que mentionnées dans le texte biblique comme mères biologiques de plusieurs des enfants de Jacob, ne sont pas comptées au nombre des matriarches car leurs enfants ont été conçus au nom de leurs maîtresses,.